# Conognatha clara
Conognatha clara es una especie de escarabajo del género Conognatha, familia Buprestidae. Fue descrita científicamente por Erichson en 1848.